# Disney Jr.
Disney Jr. è un canale televisivo a pagamento edito da Disney Branded Television, divisione del gruppo The Walt Disney Company, specializzato nella programmazione per bambini. Nato come un contenitore di programmi in onda su Disney Channel è diventato un canale vero e proprio nel marzo 2012 sostituendo SOAPnet. Ha sostituito il blocco di programmazione "Playhouse Disney" il 14 maggio 2011. Lo slogan del canale è "Where the Magic Begins" ("Dove la magia ha inizio", in italiano). La sua programmazione consiste in serie televisive originali di prima visione, film in uscita nelle sale cinematografiche e in esclusiva per i media domestici e una selezione di altri programmi di terze parti.
Da maggio  2011 a gennaio 2017, Disney Junior ha anche prestato il suo nome a un contenitore di programmi del mattino e del primo pomeriggio visti sulla rete principale Disney Channel, con il marchio "Disney Junior on Disney Channel", in onda nei giorni feriali dalle 6:00 alle 14:00 (dalle 6:00 alle 10:00 durante i mesi estivi e nei periodi di pausa scolastica designati) e nei fine settimana dalle 6:00 alle 9:00 Eastern e Pacific Time.
A gennaio 2016, il canale è disponibile per 74,0 milioni di famiglie negli Stati Uniti.

## Programmazione
Tutti i programmi precedentemente trasmessi vengono ora mandati in onda su Disney Junior.
Inoltre sono state create delle nuove serie originali come Jake e i pirati dell'Isola che non c'è, Tinga Tinga Tales e Babar e le avventure di Badou.

## Variazioni del logo
Per ogni serie originale di Disney Junior è stata creata una variante. Le serie interessate sono:
- La casa di Topolino: la "J" è vestita in modo simile a Pippo, la "u" a Minnie, la "n" a Pluto, la "i" a Topolino, la "o" a Paperino e la "r" a Paperina.
- Jake e i pirati dell'Isola che non c'è: La "J" ricorda una mappa del tesoro, la "u" è progettata per assomigliare al lato della nave pirata Bucky, la "n" è simile a un baule del tesoro, la "i" è vestita come Jake (il protagonista della serie), la "o" al timone di Bucky e la "r" assomiglia a Skully (il pappagallo di Jake).
- Manny Tuttofare: la "J" è progettata per assomigliare a Dente la sega antropomorfa, la "u" assomiglia a Philip il cacciavite a stella, la "n" a Vito, il cacciavite a testa piatta, la "i" Manny stesso, la "o" a Becco (la chiave a pappagallo) e la "r" a Pim (il martello).
- I 7N: la "J" assomiglia a Cucciolo, la "u" a Pisolo, la "n" a Eolo, la "i" a Gongolo, la "o" a Brontolo e la "r" a Dotto.
- Agente speciale Oso: la "J" assomiglia alla zampa di Oso, la "u" al braccialetto di Oso, la "n" è decorata con i colori principali di Oso (giallo e verde acqua), la "i" assomiglia a Oso stesso, la "o" allo schermo dove Oso vede le sue missioni e la "r" alla maglia di Oso.
- In giro per la giungla: la "J" assomiglia a Hippobus, la "u" a Scattina, la "n" a Granchiotaxi, la "i" a Saltavia, la "o" a Elecamion e la "r" a Drillo.
- Imagination Movers: la "J" assomiglia a una freccia, la "u" è simile a una chitarra, la "n" assomiglia a un muro di mattoni, la "i" a Dave (uno degli Imagination Movers), la "o" a una marcia e la "r" al topo di magazzino. Molte volte, mentre questa variante del logo è in onda la "i" cambia ad ogni mover (Scott, Rich, Dave e Smitty).
- Little Einsteins: la "J" rappresenta Annie, la "u" Rocket, la "n" June, la "i" Leo, la "o" un tamburo e la "r" Quincy. Il logo è circondato da note musicali.
- La carica dei 101 - La serie: ogni lettera è decorata di bianco con macchie nere, simile a un cane dalmata, mentre la "i" è un cane con tanto di testa, orecchie e collo.
- Cars Toons: la "J" rappresenta un'auto color porpora con una fiamma arancione sfumato, la "u" Carl Attrezzi con i suoi denti, la "n" Sally, la "i" Saetta McQueen, la "o" uno pneumatico e la "r" un'auto rossa con un contorno bianco. Inoltre, il logo rende tracce sullo schermo.
- Chuggington: la "J" raffigura una traccia, la "u" Emery, la "n" Brewster, la "i" Wilson, la "o" Koko, e la "r" Vee.
- Art Attack: il logo è bianco con schizzi di colore su ogni lettera.
- Dottoressa Peluche: la "J" assomiglia a Nevino, la "u" a Bianchina, la "n" ad Hallie, la "i" a Dottie, la "o" a Squittino e la "r" a Draghetto.
- I miei amici Tigro e Pooh: la "J" raffigura Tappo, la "U" Tigro, la "N" Ih-Oh, la "I" Pooh, la "O" un vasetto di miele, la "R" Pimpi